# 27-ма добровольча гренадерська дивізія СС «Лангемарк» (1-ша фламандська)
 27-ма Добровольча Гренадерська Дивізія СС «Лангемарк»  — фламандське військове з'єднання, гренадерська бригада у складі військ Ваффен-СС, що брала участь у бойових діях на Східному фронті під час Другої Світової Війни. У вересні 1944 з'єднання було підвищено до статусу дивізії, але його сила ніколи не була вищою за силу бригади.

## Райони бойових дій
- Польща та Померанія (вересень 1944 — травень 1945)

## Командири дивізії
- Оберштурмбаннфюрер СС Конрад Шеллонг (жовтень 1944)
- Штандартенфюрер СС Томас Мюллер (жовтень 1944 — 2 травня 1945)

## Склад дивізії
- 66-й Панцергренадерський Полк СС
- 67-й Панцергренадерський Полк СС
- 68-й Панцергренадерський Полк СС
- 27-й Артилерійський Полк СС
- 27-й Протитанковий Батальйон СС
- 27-й Саперний Батальйон СС
- 27-й Батальйон зв'язку СС
- 27-й Санітарний Батальйон СС
- 27-й Резервний Батальйон СС

## КавалериЛицарського хреста Залізного хреста
- Конрад Шеллонг — командир дивізії (28 лютого 1945). На момент підписання наказу про нагородження вже не служив у дивізії.